# Clássicos Sertanejos
Clássicos Sertanejos é o vigésimo álbum de estúdio da dupla brasileira de música sertaneja Chitãozinho & Xororó, lançado em 1996. Recebeu o disco de diamante da ABPD.

## Faixas
| N.º | Título                                                              | Compositor(es)                                               | Duração |  |
| 1.  | "Luar do Sertão" (part. Simone)                                     | João Pernambuco / Catulo da Paixão Cearense                  | 3:40    |  |
| 2.  | "Colcha de Retalhos" (part. Leandro & Leonardo)                     | Raul Torres                                                  | 4:04    |  |
| 3.  | "É Disso Que o Velho Gosta"                                         | Gildo Campos / Berenice Azambuja                             | 3:31    |  |
| 4.  | "Asa Branca" (part. Ney Matogrosso)                                 | Luiz Gonzaga / Humberto Teixeira                             | 3:46    |  |
| 5.  | "Chitãozinho & Xororó" (part. Sérgio Reis)                          | Serrinha / Athos Campos                                      | 3:56    |  |
| 6.  | "Saudade de Minha Terra" (part. João Paulo & Daniel)                | Goiá / Belmonte                                              | 2:58    |  |
| 7.  | "Caboclo na Cidade"                                                 | Dino Franco / Nhô Chico                                      | 3:17    |  |
| 8.  | "Tristeza do Jeca" (part. Chrystian & Ralf)                         | Angelino de Oliveira                                         | 3:58    |  |
| 9.  | "Cabocla Tereza" (part. Fagner)                                     | João Pacífico / Raul Torres                                  | 4:24    |  |
| 10. | "Pombinha Branca (Vola, Colomba)" (part. Zezé Di Camargo & Luciano) | Carlo Concina / Bruno Cherubini (versão: Miltinho Rodrigues) | 3:00    |  |
| 11. | "Cavalo Enxuto"                                                     | Moacir dos Santos / Lourival dos Santos                      | 2:59    |  |
| 12. | "Amor Distante" (part. Almir Sater)                                 | Mauri / Maurizinho                                           | 3:28    |  |
| 13. | "Vou Tomá Um Pingão" (part. Léo Canhoto & Robertinho)               | Léo Canhoto                                                  | 3:39    |  |
| 14. | "Coração Sertanejo" (tema da Novela O Rei do Gado)                  | Neuma Morais / Neon Moraes                                   | 3:34    |  |

## Certificações
| Brasil (Pro-Música Brasil)                | Diamante | 1996 | 1.000.000* |
| *número de vendas baseado na certificação |          |      |            |